# Plasmabeschichtung
Unter Plasmabeschichtung bezeichnet man zusammenfassend alle plasmagestützten Produktionsverfahren, bei denen Werkstücke aller Art mit dünnen Schichten aus unterschiedlichen Materialien überzogen werden. Dazu zählen:
- plasmagestützte physikalische Gasphasenabscheidungsverfahren (Plasma-PVD), wie das plasmaunterstützte Magnetronsputtern,
- plasmagestützte chemische Gasphasenabscheidungsverfahren (Plasma-CVD), wie PECVD oder PACVD,
- Plasmawärmebehandlung,
- Plasmapolymerisation und
- Plasma- und Ionenstrahlätzen.

Eine weitere Klassifizierung kann sowohl über den Aggregatzustandes der Ausgangsmaterialien als auch über die Art der Plasmagenerierung (z. B. induktiv gekoppelten Plasma, ICP) erfolgen.
Die abgeschiedenen Schichten finden in vielen Gebieten Einsatz, beispielsweise Optik (Antireflexionsschichten), Produktveredlung (Titannitrid als Goldersatz), Verschleißschutz, Elektronik, Antihaftbeschichtung oder der Verpackungstechnik (Siliziumdioxidschichten als Innenbeschichtung von PET-Flaschen).